# Anyssa Ibrahim
Pour les articles homonymes, voir Ibrahim.
Anyssa Ibrahim, née le 8 février 1999, à Montréal, est une footballeuse internationale haïtienne, d'origine haïtienne et égyptienne. Elle joue au poste de milieu de terrain pour le club portugais d'Albergaria. Elle a également représenté les sélections jeunes du Canada.

## Biographie

### En club
Anyssa Ibrahim est née à Montréal, à quatre ans elle commence à jouer au football pour l'Association de soccer Saint-Michel Pompeï. A neuf ans sa famille déménage de à Repentigny où elle continue le football et débute la natation.
En 2017, elle rejoint le club universitaire des South Florida Bulls, avec qui elle dispute 15 rencontres lors de la première saison, par contre en 2018, elle ne dispute aucun match.
En 2019, elle rejoint les Revolutionaries de George Washington, avec qui elle dispute 21 rencontres, et marque deux buts.
Le 20 octobre 2023, elle rejoint en compagnie de Karima Lemire, le club allemand du Turbine Potsdam, qui évolue en deuxième division allemande. Elle remporte le championnat ayant participé à 6 rencontres.
Le 23 août 2024, elle est annoncée au club portugais de Albergaria, qui évolue en Liga BPI.

### En sélection nationale
Elle a 14 ans lorsqu'elle fait ses débuts au sein des sélections jeune canadiennes en 2013 avec l'entraîneur Bev Priestman. Elle est vice-championne avec le Canada au Championnat des moins de 17 ans de la CONCACAF en 2013 à Montego Bay, en Jamaïque. Défaite au tirs au but face aux mexicaines U17. Etant finaliste le Canada est qualifié d'office à la Coupe du monde U17 à laquelle elle participe, en 2014. Le Canada est éliminé en quarts de finale. Cette même année elle appelé à rejoindre les U15, qui disputent le Championnat CONCACAF des moins de 15 ans, qu'elles remportent, Anyssa Ibrahim, marquant 5 buts. Elle fait aussi partie du "11" de la CONCACAF 2014. En 2015, elle rejoint les U20, qui disputent le Championnat CONCACAF au Honduras. Les jeunes canadiennes finissent vice-championnes, perdant 1 à 0, face aux USA. Finalistes, les jeunes canadiennes sont qualifiées pour la Coupe du monde U20, en Papouasie-Nouvelle-Guinée où elles sont éliminées dès les phases de groupes. Toujours en 2016, elle retrouve les U17, qui disputent, en Jordanie, la Coupe du monde.
En 2017, elle participe aux Jeux du Canada d'été de 2017, avec la sélection du Québec, compétition qu'elle remporte.
Désireuse de retrouver une sélection nationale, elle entame, en novembre 2023, les démarches administratives pour obtenir le passeport haïtien (pays d'origine de son père).

## Statistiques
| Saison                | Club                  | Championnat           | Championnat | Championnat | Coupe(s) nationale(s) | Coupe(s) nationale(s) | Compétition(s) continentale(s) | Compétition(s) continentale(s) | Compétition(s) continentale(s) | Sélection | Sélection | Sélection | Total | Total |
| Saison                | Club                  | Division              | M.          | B.          | M.                    | B.                    | Comp.                          | M.                             | B.                             | Équipe    | M.        | B.        | M.    | B.    |
| 2017                  | South Florida Bulls   | -                     | 15          | 0           | 0                     | 0                     | -                              | 0                              | 0                              | -         | 0         | 0         | 15    | 0     |
| 2018                  | South Florida Bulls   | -                     | 0           | 0           | 0                     | 0                     | -                              | 0                              | 0                              | -         | 0         | 0         | 0     | 0     |
| Sous-total            | Sous-total            | Sous-total            | 15          | 0           | 0                     | 0                     | -                              | 0                              | 0                              | -         | 0         | 0         | 15    | 0     |
| 2019                  | George Washington     | -                     | 21          | 2           | 0                     | 0                     | -                              | 0                              | 0                              | -         | 0         | 0         | 21    | 2     |
| Sous-total            | Sous-total            | Sous-total            | 21          | 2           | 0                     | 0                     | -                              | 0                              | 0                              | -         | 0         | 0         | 21    | 2     |
| 2021-2022             | UQAM                  | -                     | 0           | 0           | 0                     | 0                     | -                              | 0                              | 0                              | -         | 0         | 0         | 0     | 0     |
| 2022-2023             | UQAM                  | -                     | 2           | 1           | 0                     | 0                     | -                              | 0                              | 0                              | -         | 0         | 0         | 2     | 1     |
| Sous-total            | Sous-total            | Sous-total            | 2           | 1           | 0                     | 0                     | -                              | 0                              | 0                              | -         | 0         | 0         | 2     | 1     |
| 2023-2024             | Turbine Potsdam       | 2. Frauen-Bundesliga  | 6           | 0           | 0                     | 0                     | -                              | 0                              | 0                              | A         | 1         | 0         | 7     | 0     |
| Sous-total            | Sous-total            | Sous-total            | 6           | 0           | 0                     | 0                     | -                              | 0                              | 0                              | -         | 1         | 0         | 7     | 0     |
| 2024-2025             | Clube de Albergaria   | Liga BPI              | 0           | 0           | 0                     | 0                     | -                              | 0                              | 0                              | -         | 0         | 0         | 0     | 0     |
| Sous-total            | Sous-total            | Sous-total            | 0           | 0           | 0                     | 0                     | -                              | 0                              | 0                              | -         | 0         | 0         | 0     | 0     |
| Total sur la carrière | Total sur la carrière | Total sur la carrière | 44          | 3           | 0                     | 0                     | -                              | 0                              | 0                              | -         | 1         | 0         | 45    | 3     |

Statistiques actualisées le 12 septembre 2024

### En sélection nationale
| Matches officiels de Anyssa Ibrahim en sélections canadiennes et haïtienne au 11 septembre 2024 | Matches officiels de Anyssa Ibrahim en sélections canadiennes et haïtienne au 11 septembre 2024 | Matches officiels de Anyssa Ibrahim en sélections canadiennes et haïtienne au 11 septembre 2024 | Matches officiels de Anyssa Ibrahim en sélections canadiennes et haïtienne au 11 septembre 2024 | Matches officiels de Anyssa Ibrahim en sélections canadiennes et haïtienne au 11 septembre 2024 |
| Club                                                                                            | V.                                                                                              | N.                                                                                              | D.                                                                                              | Buts                                                                                            |
| ----------------------------------------------------------------------------------------------- | ----------------------------------------------------------------------------------------------- | ----------------------------------------------------------------------------------------------- | ----------------------------------------------------------------------------------------------- | ----------------------------------------------------------------------------------------------- |
| Canada U15 (6 matchs: 28,57%)                                                                   | 4 (66,67%)                                                                                      | 2 (33,33%)                                                                                      | 0 (0,00%)                                                                                       | 5 (100,00%)                                                                                     |
| Canada U17 (8 matchs: 38,09%)                                                                   | 4 (50,00%)                                                                                      | 0 (00,00%)                                                                                      | 4 (50,00%)                                                                                      | 0 (00,00%)                                                                                      |
| Canada U20 (6 matchs: 28,57%)                                                                   | 3 (50,00%)                                                                                      | 0 (00,00%)                                                                                      | 3 (50,00%)                                                                                      | 0 (00,00%)                                                                                      |
| Haïti (1 matchs: 4,77%)                                                                         | 0 (%)                                                                                           | 0 (%)                                                                                           | 1 (100,00%)                                                                                     | 0 (0,00%)                                                                                       |
| Total (                                                                                         | 11 (52,38%)                                                                                     | 2 (9,52%)                                                                                       | 8 (38,10%)                                                                                      | 5                                                                                               |

## Palmarès

### Avec la sélection duCanada U15
- Vainqueur du Championnat CONCACAF U15 ans en 2014

### Avec la sélection duCanada U17
- Finaliste du Championnat CONCACAF U17 en 2013

### Avec la sélection duCanada U20
- Finaliste du Championnat CONCACAF U20 en 2015

### Avec la sélection duQuébec
- Vainqueur des Jeux du Canada d'été de 2017

### Avec leTurbine Potsdam
- Championne de la 2. Frauen-Bundesliga en 2023-24